# 福嶋浩子
福嶋 浩子（ふくしま ひろこ、1977年8月30日 - ）は、日本の女子プロゴルファー。

## 人物
1977年8月30日、神奈川県横浜市出身。父は横浜大洋ホエールズで捕手としてプレーした福嶋久晃。姉は女子プロゴルフ選手で、日米通算26勝を挙げている福嶋晃子。
姉に刺激を受けて13歳でゴルフを始める。高校年代からアマチュアの大会に出場した経歴があり、1994年の日本ジュニアゴルフ選手権で5位タイ、1995年の日本女子アマチュア・マッチプレーゴルフ選手権競技でベスト16に入るなどの成績記録が残っている。
高校を卒業した後に2年の歳月をかけて語学学校に通い、英語を習得してサンディエゴ州立大学に学んだ。その後、肩の故障もあり一時はプロ入りを諦めて2003年から2006年まで姉・晃子のマネージャーも務めた。その一方で日本女子プロゴルフ協会認定のティーチングプロライセンス取得に挑戦して7年かけてA級ティーチングプロの資格を取得している。ティーチングプロとしての活動を行いながら2007年にツアープロとしてもデビューした。
2016年、サイバーエージェントレディスゴルフトーナメントで初日から首位を守り、最終日はスコアを落としながら粘って-5アンダーでホールアウト、キム・ハヌル（大韓民国）とのプレーオフ勝負となり、プレーオフ1ホール目でパーセーブしてキムを下し、JLPGAツアー初勝利を飾った。また、この優勝はJLPGAツアー史上初となる姉妹ゴルファーによるツアー制覇の達成でもあった。

## プロ優勝歴
- サイバーエージェントレディスゴルフトーナメント（2016年、-5アンダー）
- 太陽生命 元気・長生きカップ（2023年、-9アンダー）